# مالمین لنتوکنتته

مالْمین لِنْتوکِنْتْتَه در نقشه شهر هلسینکی

مالْمین لِنْتوکِنْتْتَه (ruots. Malms flygfält) یا فرودگاه مالمین زیرمجموعه ای از ناحیه مالمی و ناحیه اصلی در شمال شرقی هلسینکی است.
علاوه بر فرودگاه، این ناحیه شامل یک منطقه مسکونی کوچک نیز می‌شود. ناحیه‌های همسایه مالْمین لِنْتوکِنْتْتَه شامل مالمی جنوبی در جنوب و غرب و پوئیستولا در شمال و تاتتاریسو و تاتتاریهاریو در شرق آن هستند
مساحت این منطقه ۲٫۲۵ کیلومتر مربع و جمعیت آن ۲۳۷۴ نفر (۱ ژانویه ۲۰۱۵) می‌باشد.